# أوليفر كوب
أوليفر كوب (بالإنجليزية: Oliver Cope)‏ هو جراح أمريكي، ولد في 1902، وتوفي في 30 أبريل 1994.